# عبور از خط سرخ
عبور از خط سرخ فیلمی به کارگردانی جمال شورجه و نویسندگی سید علیرضا سجادپور ساختهٔ سال ۱۳۷۴ است.

## موضوع فیلم
این فیلم بر اساس عملیات بغداد ساخته شده است. در روز ۳۰ تیرماه ۱۳۶۱ عباس دوران به همراه منصور کاظمیان در فانتوم لیدر و محمود اسکندری و ناصر باقری در فانتوم شماره دو به منظور ناامن جلوه دادن شهر بغداد پایتخت عراق، به این شهر یورش بردند. در این عملیات که به جهنم بغداد مشهور شد، دو جنگنده ایرانی علیرغم پدافند چند لایه و موشکهای رولند، سام۲، سام۳، و سام ۶ موفق شدند پالایشگاه الدوره را بمباران کنند؛ سپس عباس دوران هواپیمای در حال سقوطش را به مرکز شهر بغداد هدایت و منفجر کرد تا برخلاف خواسته صدام اجلاس جنبش عدم تعهد در بغداد برگزار نشود و محل اجلاس به دهلی نو تغییر یابد.

## بازیگران
- علی دهکردی در نقش عباس دوران
- جعفر دهقان
- هوشنگ توکلی
- نگین صدق‌گویا
- اصغر محبی
- صالح میرزاآقایی
- فرامرز شهنی
- عطاءاله مرادی
- حمید فرهانیان مقدم